# Діаграма вимог
Діаграма вимог (англ. Requirement diagram) — це спеціалізована діаграма в SysML, на якій показані вимоги та зв'язки між ними та їх зв'язок з іншими елементами моделі.

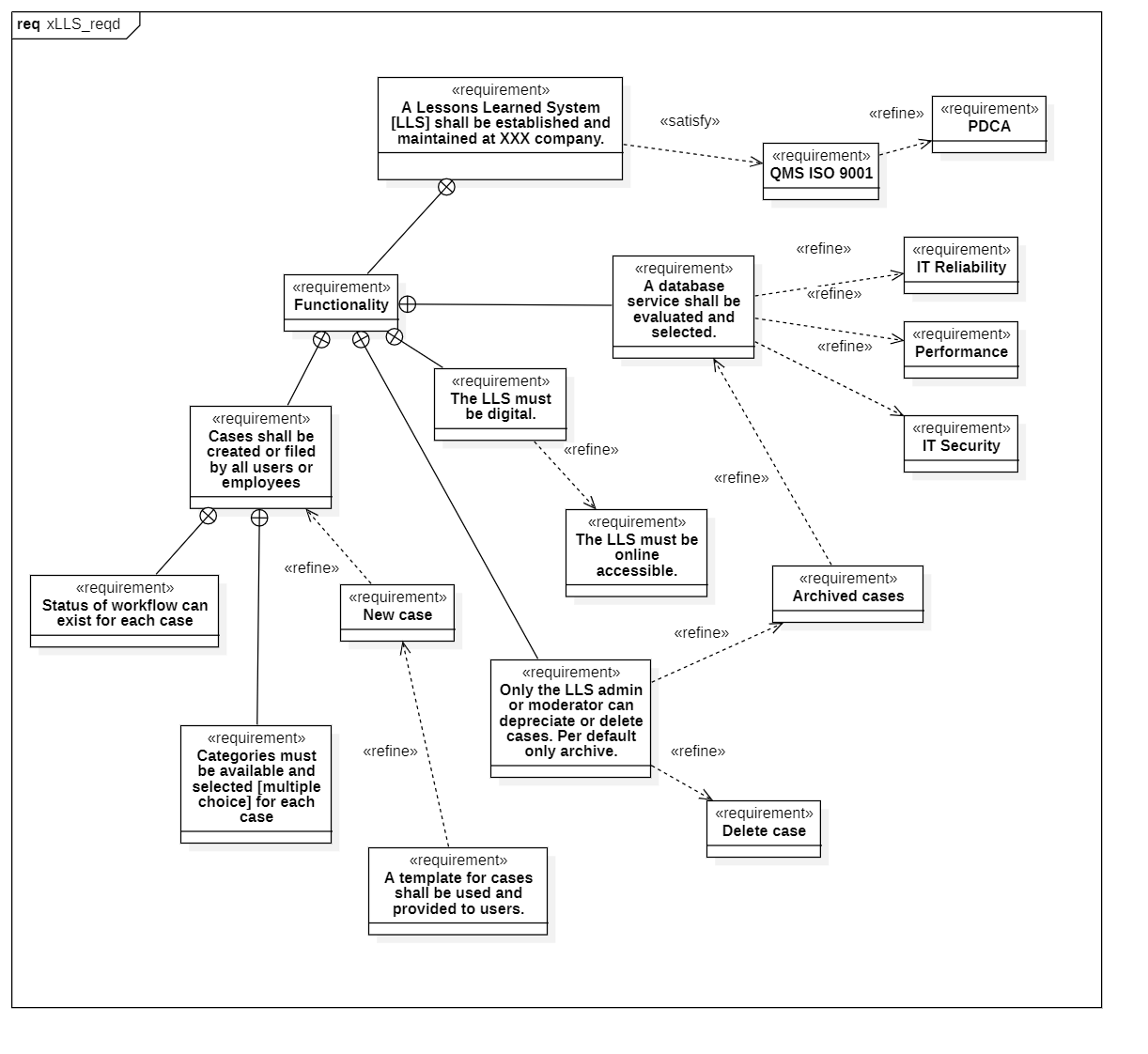
Приклад діаграми вимог для базової системи отриманих уроків.

Хоча в UML діаграми вимог нема, для формулювання вимог там інколи пристосовують діаграму прецедентів.
Згідно зі специфікацією SysML «вимога визначає умову або стан, які необхідно (або можна) задовольнити. Вимога може вказувати функцію, яку повинна виконувати система, або умову продуктивності, яку система має досягти».

## Похідне відношення вимоги
Якщо вимога є похідною від іншої вимоги, їх відношення називається «похідне відношення вимоги» (Derive requirement relationship).

## Утримання простору імен
Якщо вимога міститься в іншій вимозі, їх відношення називається «утримання простору імен» (Namespace containment).

## Відношення задоволення
Якщо вимога задовольняється елементом дизайну, їх відношення називається «відношення задоволення» (Satisfy relationship).

## Відношення копії
Якщо вимога є копією іншої вимоги, її відношення називається «відношення копії» (Copy relationship).

## Відношення перевірки
Якщо існує зв’язок між вимогою та тестовим прикладом, що перевіряє цю вимогу, їхнє відношення називається «відношення перевірки» (Verify relationship).

## Тестовий приклад
Тестовий приклад (Test case) визначається потоком, який перевіряє, чи задовольняє розглянута система вимогам.

## Відношення уточнення
Якщо вимога уточнюється іншими вимогами/елементами моделі, відношення називається "відношення уточнення" (Refine relationship).

## Відношення трасування
Якщо існує зв’язок між вимогою та довільним елементом моделі, простеженим цією вимогою, їхнє відношення називається «відношення трасування» (Trace relationship).